# Hijos de la Sagrada Familia
Los Hijos de la Sagrada Familia, Jesús María y José, son un instituto religioso católico, fundada en España en el siglo XIX por el sacerdote Diocesano José Manyanet y Vives (1833-1901). Su principal función es dedicarse a la formación pedagógica de las familias cristianas por medio de la formación educativa de los niños, niñas y jóvenes, siguiendo el modelo y el ideal, que, desde su fundación, el padre Manyanet, fijo en la Sagrada Familia de Nazaret. La Congregación de Hijos de la Sagrada Familia tuvo la aprobación canónica por parte del Papa León XIII el 22 de junio de 1901, meses antes de la muerte de su fundador.

## Historia
Los Hijos de la Sagrada Familia fueron fundados por el sacerdote español José Manyanet como respuesta a la crisis por la que atravesaba la institución familiar en el siglo XIX español, siendo Manyanet sacerdote de la diócesis de Urgel. Comenzó su obra en un modesto edificio que abrió las puertas el 19 de marzo de 1864 y al que llamó Colegio San José, en Tremp (Lérida). Posteriormente, a medida que la Congregación fue creciendo y nuevos miembros se fueron incorporando, nuevos centros educativos fueron abiertos en toda Cataluña, y las escuelas del Padre Manyanet fueron ganando buena fama entre la población.

## Actualidad
Los Hijos de la Sagrada Familia se encuentran en ocho países: España, Estados Unidos, Italia, Argentina, Colombia, México, Brasil y Venezuela. Desempeñan su misión a través de colegios, parroquias, casas de espiritualidad, residencias universitarias, y a través de colaboración a diversos movimientos de Pastoral Juvenil y Familiar. La Curia General del Instituto se encuentra en Barcelona (España), y el superior general actual (desde 2017) es el P. Luis Picazo, sf. 
La congregación de hijos de la sagrada familia tiene en su historia varios curas "mártires" de la guerra civil. 

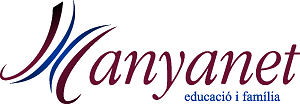
Logotipo de Manyanet

. 